# Malgašský ariary
Malgašský ariary (malgašsky ariary malagasy) je zákonným platidlem ostrovního státu Madagaskar. Jeho ISO 4217 kód je MGA. Je jednou ze dvou měn na celém světě, které nepoužívají desítkovou soustavu (další je mauritánská ukíjá). Jeden ariary sestává z pěti „iraimbilanja“. Názvy ariary a iraimbilanja mají původ už v předkoloniálním období. 1 euro se (k březnu 2021) na trhu rovnalo přibližně 4850 ariary.

## Historie
Po získání nezávislosti zavedl Madagaskar v roce 1963 vlastní národní měnu - malgašský frank. 1. srpna 2003 byl zaveden do oběhu ariary. Bankovky měly napsanou nominální hodnotu v ariary velkým písmem, ekvivalentní hodnota ve francích byla napsána malým písmem pod hodnotou v ariary. Směnný kurz mezi ariarym a frankem byl 1 ariary = 5 franků. Jeden iraimbilanja se tedy rovnal jednomu franku. 1. ledna 2005, po přechodném období, se ariary stal oficiálním platidlem Madagaskaru. 

## Mince a bankovky
Současné mince v oběhu mají hodnoty 1  iraimbilanja, dále 2, 5, 10, 20 a 50 ariary. Bankovky v oběhu mají hodnoty 100, 200, 500, 1 000, 2 000, 5 000, 10 000, 20 000 ariary. Nejnovější série bankovek je z roku 2017.